# Казамасела (Лече)
Казамасела (итал. Casamassella) је насеље у Италији у округу Лече, региону Апулија.
Према процени из 2011. у насељу је живело 1018 становника. Насеље се налази на надморској висини од 73 м.